# Museu Nacional e Centro de Pesquisa de Altamira
O Museu Nacional e centro de pesquisa de Altamira ou Museu de Altamira é um centro para a conservação, pesquisa e difusão da caverna de Altamira, em Santillana del Mar (Cantábria, Espanha), nomeada Patrimônio da Humanidade pela Unesco.
Junto à caverna, o museu oferece ao visitante oficinas de tecnologias pré-históricas e a exposição permanente "Os tempos de Altamira", com objetos procedentes deste sítio, assim como de outras cavernas como as de El Morín, El Juyo e El Rascaño. Também faz parte desta exposição a denominada Neocueva, uma réplica artificial das cavernas originais, construída com objeto de preservar as mesmas dos prejuízos derivados de uma afluência maciça de visitantes.
O amplo número de pessoas que desejava ver a caverna e o longo período de espera para aceder a ela (mais de um ano) levaram para a ideia de construir uma réplica. Desde 2001, junto à caverna ergue-se o Museu Nacional e Centro de Pesquisa de Altamira, autoria do arquiteto Juan Navarro Baldeweg. Destaca-se no seu interior a "Neocaverna de Altamira" (Neocueva), a reprodução mais fiel que existe da original e muito similar a como se conhecia há 15 mil anos. No seu interior é possível contemplar uma reprodução das famosas pinturas do Grande Teto da caverna, levada a cabo por Pedro Saura e Matilde Múzquiz, catedrático de fotografia e professora de desenho da Faculdade de Belas-Artes da Universidade Complutense de Madrid, respectivamente. Nesta reprodução foram empregues as mesmas técnicas de desenho, gravura e pintura que empregaram os pintores paleolíticos. A reprodução levou-se a tal extremo que, durante o estudo das originais, descobriram-se novas pinturas e gravuras.

## Coleções
Custodiam-se e mostram-se várias coleções, procedentes dos achados da própria Caverna de Altamira e de outras próximas, tais como:
- Caverna de Altamira (Santillana del Mar, Cantábria)
- Cercanias de Altamira (Santillana del Mar, Cantábria)
- Sítio de Cuchía (Cuchía, Miengo, Cantábria)
- Caverna de El Castillo (Puente Viesgo, Cantábria)
- Caverna de El Morín (Villanueva de Villaescusa, Cantábria)
- Caverna de El Rascaño (Mirones, Miera, Cantábria)
- Caverna de El Salitre (Ajanedo, Miera, Cantábria)
- Caverna de Chufín (Riclones, Cantábria)
- Caverna de El Juyo (Igollo de Camargo, Cantábria)
- Caverna de La Pila (Coitia, Miengo, Cantábria)
- Caverna de Las Estalactitas (Santillana del Mar, Cantábria)